# Lactarius hyphoinflatus
Lactarius hyphoinflatus é uma espécie de fungo que pertence ao gênero de cogumelos Lactarius na ordem Russulales. Foi descrito cientificamente por R.W. Rayner em 2003.